# Walther Kadow
Walther Kadow (1860 - 31 de maio de 1923) foi um professor de escolas primárias alemão assassinado por Rudolf Höß em 1923. Kadow era comunista e foi por muito tempo o principal suspeito por ter traído o mártir proto-nazista Albert Leo Schlageter, com o intuito de que as autoridades francesas pudessem ocupar o vale do Ruhr. Höß recebeu uma detenção de 10 anos pelo seu famigerado e vingativo assassinato. No entanto, seu cúmplice Martin Bormann (um antigo aluno de Kadow), foi sentenciado a apenas um ano.
Bormann, mais tarde, tornar-se-ará um dos cabeças da Chancelaria do terceiro Reich e do NSDAP, e um dos secretários particulares de Adolf Hitler. Höß tornou-se comandante do Campo de Concentração de Auschwitz, onde implantou e executou o projeto de solução final da questão Judaica (Endlösung der Judenfrage).